# Sarangarh (Staat)
Sarangarh war ein Fürstenstaat Britisch-Indiens im heutigen indischen Bundesstaat Chhattisgarh. Seine Hauptstadt war der Ort Sarangarh.
Sarangarh war ursprünglich ein Teil des Reiches von Ratanpur, dann von Sambalpur. 1818–1947 war es britisches Protektorat. Sarangarh hatte 1901 eine Fläche von 1399 km² und 80.000 Einwohner. 
Der Raja schloss sich im August 1947 der Eastern States Union an. Am 1. Januar 1948 wurde diese Union aufgelöst und Sarangarh wurde Madhya Pradesh und damit Indien eingegliedert. Am 1. November 1956 wurden alle Fürstenstaaten aufgelöst. Der letzte Raja, Naresh Chandra Singh (1946–56), ging in die Politik und war Minister mehrerer Regierungen von Madhya Pradesh; er beendete seine Karriere, nachdem er 1969 dreizehn Tage lang Chief Minister des Bundesstaats gewesen war. Seit dem 1. November 2000 gehört das Gebiet zum neu gebildeten Bundesstaat Chhattisgarh.